# (35228) 1995 FB14
1995 FB14 (asteroide 35228) é um asteroide da cintura principal. Possui uma excentricidade de 0.20381330 e uma inclinação de 0.68077º.
Este asteroide foi descoberto no dia 27 de março de 1995 por Spacewatch em Kitt Peak.